# Целле (район)
Целле (нім. Celle) — район у Німеччині, у складі федеральної землі Нижня Саксонія. Адміністративний центр — місто Целле.

## Населення
Населення району становить 179 915 осіб (станом на 31 грудня 2021).

## Адміністративний поділ
Район складається з 2 міст і 6 самостійних громад (нім. Einheitsgemeinden), а також 12 громад, об'єднаних у 3 об'єднання громад (нім. Samtgemeinden).
Дані про населення наведені станом на 31 грудня 2021.
| 1. Берген (місто) (13371) 2. Вітце (8642) 3. Вінзен (Аллер) (13348) 4. Гамбюрен (10683) | 1. Ешеде (5752) 2. Зюдгайде (11486) 3. Фасберг (6292) 4. Целле (місто) (69279) |

Об'єднання громад:

Зірочками (*) позначені центри об'єднань громад.
| - 1. Флотведель (11516) 1. Айклінген (3353) 2. Бреккель (1901) 3. Вінгаузен* (4101) 4. Ланглінген (2161) - 2. Лахендорф (12866) 1. Ансбек (1637) 2. Беденбостель (984) 3. Гоне (1695) 4. Ельдінген (2026) 5. Лахендорф* (6524) | - 3. Ватлінген (15923) 1. Адельгайдсдорф (2810) 2. Ватлінген* (6306) 3. Нінгаген (6807) |

Територія без громади:
Логайде (757)